# Мтіулурі
Мтіулурі (груз. მთიულური) — група грузинських народних танців.

## Етимологія
Назва «мтіулурі» споріднена з словом «мтіули», що позначає особливу етнічну групу грузинів, що проживає на сході країни (у грузинській мові назви цієї групи та танцю омонімічні — მთიულები). Таким чином, «мтіулурі» стоїть в одному ряду з іншими назвами танців, похідних від назв місцевості, міста або народу (як і «тбілісурі», «батумурі» тощо).
Часто це слово перекладають як «гірський» і пов'язують зі словом მთა (з груз. - «гора»).

## Хореографія
У групу танців мтіулурі входять сванський церулі, карталіно-кахетинський мтіулурі, абхазькі та мохевські танці, мхедрулі або аджарський мхарулі, хонджоурі та деякі інші танці.
Музичний розмір танців мтіулурі — 6/8 або 2/4, темп — швидкий .
У першій частині танцю мтіулурі відбувається змагання у спритності між двома групами чоловіків. Друга частина є танцем жінок. Фінал виконується всіма танцюристами разом.

## У сценічному мистецтві
У переробленому вигляді танець мтіулурі включений до дитячого балету Сулхана Цинцадзе «Скарб блакитної гори».
У лірико-героїчному балеті Андрія Баланчивадзе «Серце гір» танець мтіулурі включений у третій акт і трактований композитором як «хореографічна дуель» між головним героєм Джарджі та його суперником князем Заалом.
Танець мтіулурі також входить до другого акту опери Захарія Паліашвілі «Даїсі» («Сутінки»), де його серед інших народних танців виконують у сцені селянського свята, і в оперу Акакія Андріашвілі «Розбійник Како».